# Privett
Privett est un village anglais du comté d’Hampshire.